# Teec Nos Pos
Teec Nos Pos (Navajo: T'iis Názbąs) ist ein Census-designated place im Apache County im US-Bundesstaat Arizona. Das U.S. Census Bureau hat bei der Volkszählung 2020 eine Einwohnerzahl von 507 ermittelt.
Teec Nos Pos hat eine Fläche von 36,8 km². Der Ort liegt an einem Knotenpunkt des U.S. Highways 64 mit dem U.S. Highway 160.